# Classe 5000
Le vedette veloci della classe 5000 sono delle unità navali in servizio per la Guardia di Finanza. Si tratta di imbarcazioni dalla grande autonomia e in grado di raggiungere i 52 nodi pensate per il contrasto alle attività di contrabbando. Nel 1992 sono entrate in servizio i primi due prototipi, mentre dal 1994 al 2001 sono state adottate altre 20 unità. Realizzate in vetroresina e kevlar, possono portare un equipaggio di 5 persone e sono armate con una mitragliatrice calibro 7,62. La propulsione è garantita da due motori entrobordo da 1500 CV ciascuno. La classe 5000 è stata ideata per sostituire le imbarcazioni della Classe 4000 Drago.